# Tanjung Glugur
Tanjung Glugur is een bestuurslaag in het regentschap Situbondo van de provincie Oost-Java, Indonesië. Tanjung Glugur telt 3824 inwoners (volkstelling 2010).